# 井上博通
井上 博通（いのうえ ひろみち、1927年（昭和2年）1月15日 - 2006年（平成18年）2月19日）は、昭和から平成時代の政治家。愛知県瀬戸市長。

## 経歴
愛知県東春日井郡水野村大字中水野（現瀬戸市中水野町）に生まれる。旧制東海中学校卒業。
1947年（昭和22年）水野村役場に奉職。1951年（昭和26年）同村が瀬戸市に合併され、瀬戸市役所勤務となる。
以後、衛生課長、職員課長、市長公室長を経て、1982年（昭和57年）より4年間にわたり助役を務め、1987年（昭和62年）5月、市長に初当選した。3期務め、1999年（平成11年）4月、引退した。2006年（平成18年）2月19日死去、79歳。死没日をもって従五位に叙される。
市長就任中は「瀬戸・いきいきビジョン21」や「瀬戸市OA化計画」の策定、行政組織の大改編などに尽力した。